# Îles (district régional)
Le district régional des Îles (grec moderne : Περιφερειακή ενότητα Νήσων) est l'un des districts régionaux de Grèce qui fait partie de la périphérie (région) de l'Attique. Ce district régional englobe les îles Saroniques, une petite partie de la péninsule du Péloponnèse ainsi que quelques îles de la côte est du Péloponnèse.

## Administration

Dans le cadre de la réforme gouvernementale de 2011, le Programme Kallikratis, le district régional des îles est créé sur une partie de l'ancienne nomarchie du Pirée. Il comprend 8 municipalités qui sont (numérotées selon la carte dans l'infobox) :
- Angistri (2)
- Cythère (6)
- Égine (3)
- Hydra (13)
- Poros (9)
- Salamine (10)
- Spetses (11)
- Trézénie (12)